# City of Mount Gambier Blue Lake Women's Classic 2011
Il City of Mount Gambier Blue Lake Women's Classic 2011 è stato un torneo professionistico di tennis femminile giocato sul cemento. È stata l'11ª edizione del torneo, che fa parte dell'ITF Women's Circuit nell'ambito dell'ITF Women's Circuit 2011. Si è giocato a Mount Gambier in Australia dal 31 ottobre al 6 novembre 2011.

## Partecipanti

### Teste di serie
| Nazionalità   | Giocatrice         | Ranking* | Testa di serie |
| ------------- | ------------------ | -------- | -------------- |
| Giappone      | Erika Sema         | 127      | 1              |
| Australia     | Isabella Holland   | 190      | 2              |
| Nuova Zelanda | Sacha Jones        | 214      | 3              |
| Russia        | Arina Rodionova    | 239      | 4              |
| Regno Unito   | Emily Webley-Smith | 246      | 5              |
| Australia     | Sally Peers        | 261      | 6              |
| Regno Unito   | Melanie South      | 301      | 7              |
| Australia     | Bojana Bobusic     | 329      | 8              |

- Ranking al 24 ottobre 2011.

### Altre partecipanti
Giocatrici che hanno ricevuto una wild card:
- Marisa Gianotti
- Viktorija Rajicic
- Daniela Scivetti
- Anneliese Tepper

Giocatrici che sono passate dalle qualificazioni:
- Stephanie Bengson
- Michaela Capannolo
- Ashley Keir
- Emelyn Starr
- Tang Hao Chen
- Tian Ran
- Rachael Tredoux
- Belinda Woolcock

## Campionesse

### Singolare
Bojana Bobusic ha battuto in finale  Han Sung-hee con il punteggio di 6–3, 6–2

### Doppio
Stephanie Bengson /  Tyra Calderwood hanno battuto in finale  Isabella Holland /  Sally Peers, Walkover